# Олеша (Івано-Франківський район)
Оле́ша — село в Україні, центр Олешанської сільської громади Івано-Франківського району Івано-Франківської області. На Покутті. Розташоване у долині (найімовірніше дні доісторичного озера), за 4 км від Дністра, за 16 км від Тлумача, до залізничної станції Івано-Франківськ — 39 км. Населення — 1632 людей. Засноване 1423 р.[джерело?]

## Історія
Село та околиці багаті пам'ятками археології.
Поселення Олеша І пізнього палеоліту, на захід від села, урочище Товтри, розмір – 100 на 80 метрів.
Поселення Олеша II Київської Русі, на захід від села, урочище Лози, розмір – 100 на 100 метрів.
Поселення Олеша III Київської Русі, на захід від села, урочище Лози, розмір – 100 на 150 метрів.
Курган Олеша IV невизначеної приналежності, північно-західна окраїна села, урочище Пшенична Гора, розмір – 30 на 30 метрів.
Поселення Олеша V пізнього палеоліту, мезоліту, 1,5 кілометрів на північ від села, західний мис урочище Чигор, розмір – 200 на 300 метрів.
Поселення Олеша VI голіградської культури фракійського гальштату, два кілометри на північний схід від села, урочище Чигор-Шкуратка, розмір – 200 на 100 метрів.
На території села знайдено скарб бронзових знарядь праці доби пізньої бронзи.
Село Олеша вперше згадується у Галицько-Волинському літопису 1205—1292 pp. Селяни Олеші разом з жителями навколишніх сіл і міст під проводом полковника Я. Поповича з Тлумача і сотника О. Чевадського з Олеші брали участь у визвольній війні 1648—1654 років.
У 1934—1939 рр. село було центром об'єднаної сільської ґміни Олєша Тлумацького повіту.
У 1939 році в Олеші проживало 4 300 мешканців, з них 4 150 українців-грекокатоликів, 120 українців-римокатоликів, 20 поляків і 10 євреїв
Указом Президії Верховної Ради УРСР 23 жовтня 1940 р. Олешинська сільська рада передана з Отинянського району до Обертинського району.
24 вересня 1944 р. у лісі біля села енкаведисти оточили повстанців, 3 дні тривала оборона і після прибуття на допомогу загону «Шрама» вирвалися з оточення та перейшли за Дністер. Повстанці втратили 160 убитих, а більшовики за різними даними — від 120 до 200.
На 1970 рік в селі — середня школа, клуб, 2 бібліотеки, лікувальна амбулаторія; універмаг, павільйон побутового обслуговування. Вищу й середню освіту здобули 360 жителів села. Тракторист П. Д. Українець був делегатом III Всесоюзного з'їзду колгоспників.
На 1 січня 2024 року село є центром Олешанської територіальної громади. В громаду входить пʼятнадцять населених пунктів: Олеша, Соколівка, Луг, Одаїв, Суходіл, Мостище, Сокирчин, Петрів, Делева, Будзин, Долина, Ісаків, Живачів, Озеряни, Підвербці. Чисельність населення станом на 1 січня 2023 року - 9318 осіб.

## Церква
Шематизм всего клира греко-католицької епархії Станиславівської на рік Божий 1938.
13.Олеша Село. Парохія. Церква Арх. Михаїла, дер., вист. 1900 р. вимальована в рр. 1936 і 1937 — Патрон: Преосвященний Ординаріят. — Парох: о. Корнель Сильвестр Стрийський, род. 1878, рукоп. 1908, інс. 1925, жен. — Ч. д. гр.-кат. 5671, лат. 105, жид. 5. — Школа 7-клясова, утраквістична. Брацтво звичайне і Неустанної Помочі П. Д. М., членів 650. При церкві Хрестна дорога. — Воєвід. Станиславів, Суд, Каса скарб., телґ. і зал. Товмач 11 км, пошта Олеша к. Товмача.
Греко-католицька церква згоріла 17 лютого 2002 р. З 1991 р. і до часу згорання була в юрисдикції УГКЦ. Громада почала будувати нову церкву. 11 листопада 2012 р. Правлячий Архієрей Коломийсько-Чернівецької єпархії УГКЦ єпископ Миколай Сімкайло освятив новозбудовану церкву Святого Архистратига Михаїла (настоятель — о. Віталій Павлюк).
Православна церква Архистратига Михаїла. Розпочато будівництво 1993 р. Освячена 16.09.2001 р., Митрополитом Івано-Франківським і Галицьким Андрієм (Абрамчуком). Належить до Івано-Франківсько-Галицької єпархії ПЦУ. Настоятель прот. Михайло Кирик.

## Священники
* о. Йосип Кисілевський (*1856 - + 17 березня 1910)
батько: Микола Кисілевський нар. 9 травня 1813 пом. 11 лютого 1886
мати: Вікторія Бобровська нар. 1823 пом. 23 грудня 1908
дружина: Анна Соневицька нар. 1865 пом. 1946
1885 посвята у духовний сан священика.
з 1885 до 1888 с. Звинячка, Борщівський повіт, сотрудник
1886 народження дитини: Нестор Кисілевський нар. 1886 пом. 1945
з 1888 до 1889 с. Вовківці, Борщівський повіт, сотрудник
з 1889 до 1905 с. Рошнів, Товмацький повіт, парох
1890 народження дитини: Рошнів, Товмацький повіт, Кость Кисілевський нар. 23 лютого 1890 пом. 20 вересня 1974
1891 народження дитини: Ірина Кисілевська (Величковська) нар. 1891
1893 народження дитини: Мирон Андрій Кисілевський нар. 1893 пом. 1975
1897 народження дитини: Марія Дарія Кисілевська (Попенюк) нар. 1897 пом. 1983
1899 народження дитини: Ярослав Кисілевський нар. 5 липня 1899 пом. 16 серпня 1988
з 1905 до 1910 с. Олеша, Товмацький повіт, парох
Помер 17 березня 1910 р. с. Олеша.
* о. Корнилій-Сильвестр Стрийський (*1878 - + )                                                          
рукоположений 1908 р., згідно Шематизму Станиславівської єпархії за 1938 рік
* о. Тадей Сурак (*11.02.1938 с. Кутище, +15.03.2003 р.
* о. Михайло Завойський (*1930 - + 12.12.2021)
* о. Іван Луцький (*7 березня 1949 -+16 травня 2014)
* о. Ярослав Дерлиця (*1895 - + 1975)
Батько: Микола Дерлиця нар. 23 квітня 1866 р. пом. 14 березня 1934 р.
Мати: Теодора Долинська (Дерлиця) пом. до 1914 р.
1928 висвячений в сан священика:
1928 служіння: м. Чортків, сотрудник
з 1929 до 1930 служіння: с. Чортовець, Городенківський повіт, сотрудник
з 1931 до 1938 служіння: с. Тумир, Галицький повіт, парох
1975 помер похований на сільському цвинтарі с. Олеша.
* о. Йосип Вірста
* о. Петро Різун (*27.07.1955 с. Вовчківці, +12.02.2011) настоятель 14.08.1980 — 9.05.2008
* о. Василь Ткачук (*28.08.1980 с. Задубрівці) настоятель 9.05.2008 — 20.02.2011
* о. Михайло Кирик (*20.10.1987 с. Устя-Зелене) настоятель від 20.02.2011

### Громадські діячі
- Пилипів Дмитро — селянин, посол до Галицького сейму 2-го скликання.[6]